# Tren Gubernamental de Trinidad
El Tren Gubernamental de Trinidad (en inglés: Trinidad Government Railway) existió entre 1876 y el 28 de diciembre de 1968. Originalmente construido para conectar Puerto España con Arima, el ferrocarril se extendió a Couva en 1880, San Fernando en 1882, Cunapo (ahora Sangre Grande ) en 1897, Tabaquite en 1898, Siparia en 1913 y Río Claro en 1914.
El primer intento de establecer un ferrocarril de capital privado, se produjo en 1846 por la Compañía de Ferrocarriles de Trinidad.
En la isla, cuando alcanzó su mayor extensión, el ferrocarril cubría 173 kilómetros (107 millas).

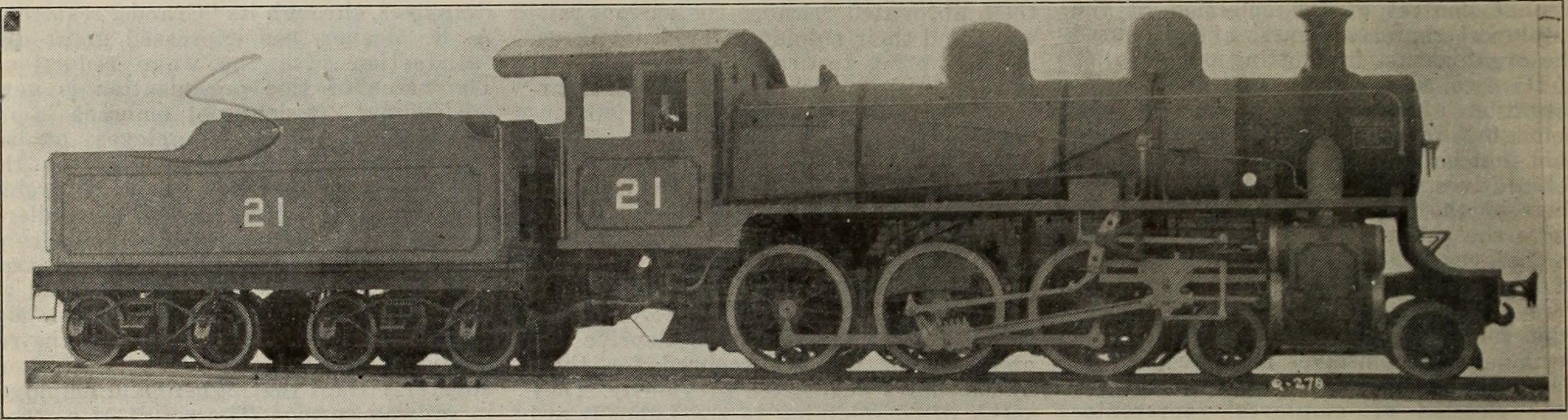
Locomotora nº 21, construida en 1921 por Montreal Locomotive Works

En 1921, había 37 locomotoras, 105 coches y 738 vagones de carga.
Tras el final de la Primera Guerra Mundial, la aparición del automóvil condujo a cambios que culminaron con el cierre gradual de la vía férrea entre abril de 1953 y el 28 de diciembre de 1968, fecha en la que se produjo el cierre completo de la red de los Ferrocarriles del Gobierno de Trinidad.